# 星座能源
星座能源（英語：Constellation Energy Corporation）是一家位於美國巴爾的摩的能源公司。公司於2022年分拆自艾索倫電力公司公司主要提供電力、天然氣、能源管理系統服務，在美國大約擁有 200 萬客戶。2020年公司共報告電力客戶211,642戶，其中住宅客戶147,753戶，商業客戶62,309戶，工業客戶1,580戶。

## 外部連結
- 官方网站

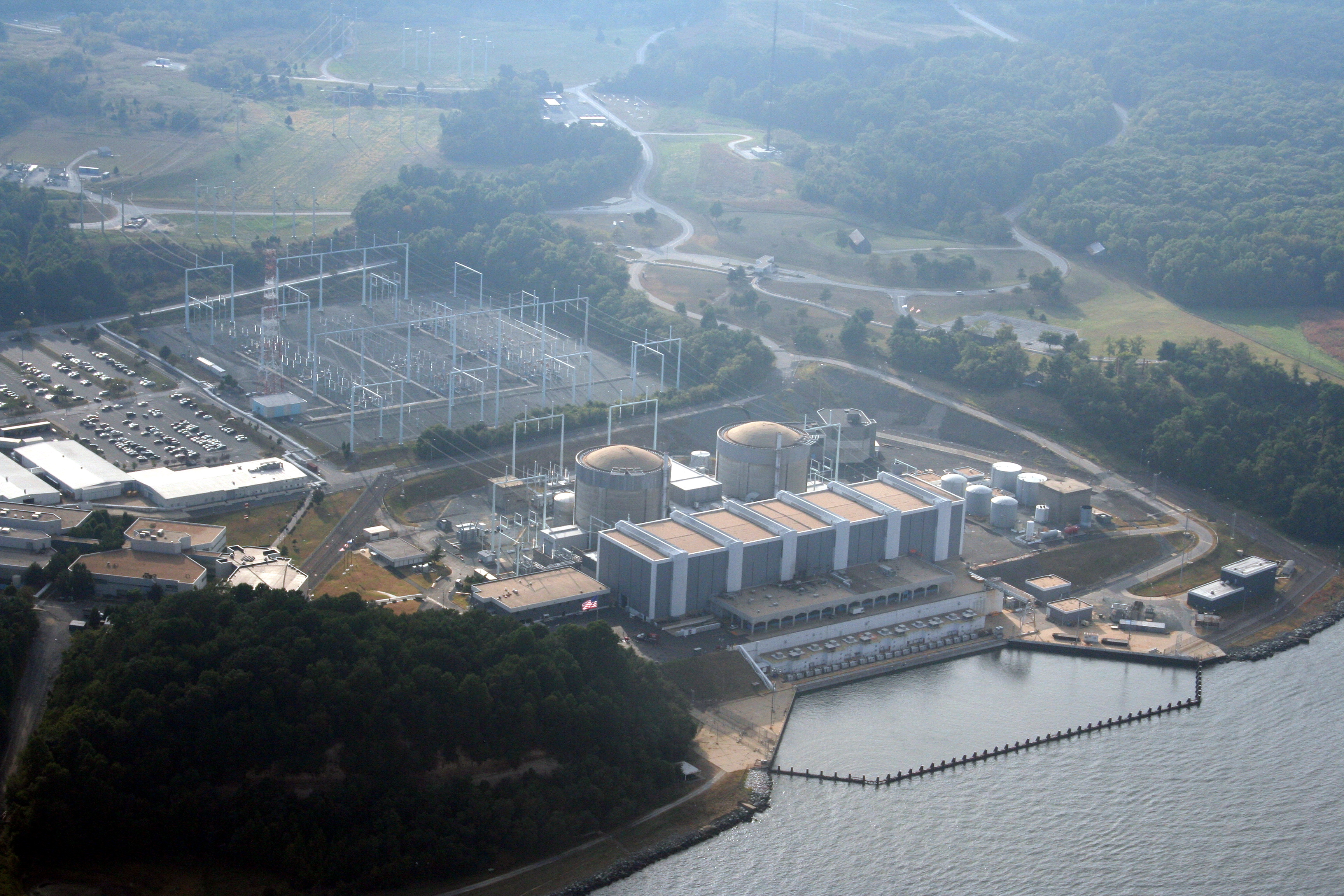
卡爾弗特懸崖核電廠於卡爾弗特縣拉斯比

- - Constellation Energy Corp的商業數據：Google Finance
  - Yahoo! Finance
  - Reuters
  - SEC filings
  - Bloomberg